# Катыкли
Катыкли — блюдо узбекской кухни: суп, загущённый кисломолочными изделиями (в основном катыком).

## Особенности блюда
Катыкли бывает как на мясном, так и на овощном бульоне, при этом в состав катыкли всегда входит крупа (рис, маш, пшеница) или, в отдельные разновидности, бобовые (фасоль).
Отличительной особенностью приготовления катыкли является его жидкая основа, состоящая из кисломолочных продуктов, чаще всего из катыка, в связи с этим суп в большей степени напоминает жидкую кашицу.
Наличие кисломолочных продуктов делает катыкли весьма усвояемым блюдом.

## Один из рецептов
В мясной катыкли входят:
- баранина — 300 граммов
- рис — 300 граммов
- катык — 0,75 литра
- томаты — 2 штуки
- лук — 2 луковицы
- морковь — 2 штуки
- репа — 2 штуки
- базилик или кинза
- зира
- красный перец.

Обжарить мелко порезанное мясо и овощи в казане в течение 10-15 минут, добавить рис, залить водой в количестве, предполагающем довольно долгую варку риса. Варить до той поры, пока блюдо не будет представлять собой разваренную кашицу. Заправить перцем, зирой и зеленью, залить катыком (при необходимости катык немного разбавить), тщательно перемешать.